# 健達奇趣蛋

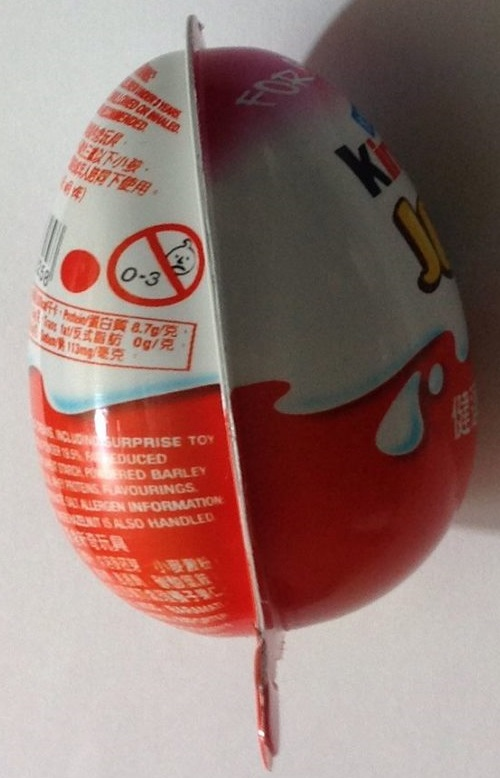
香港版Kinder奇趣蛋女孩版側面

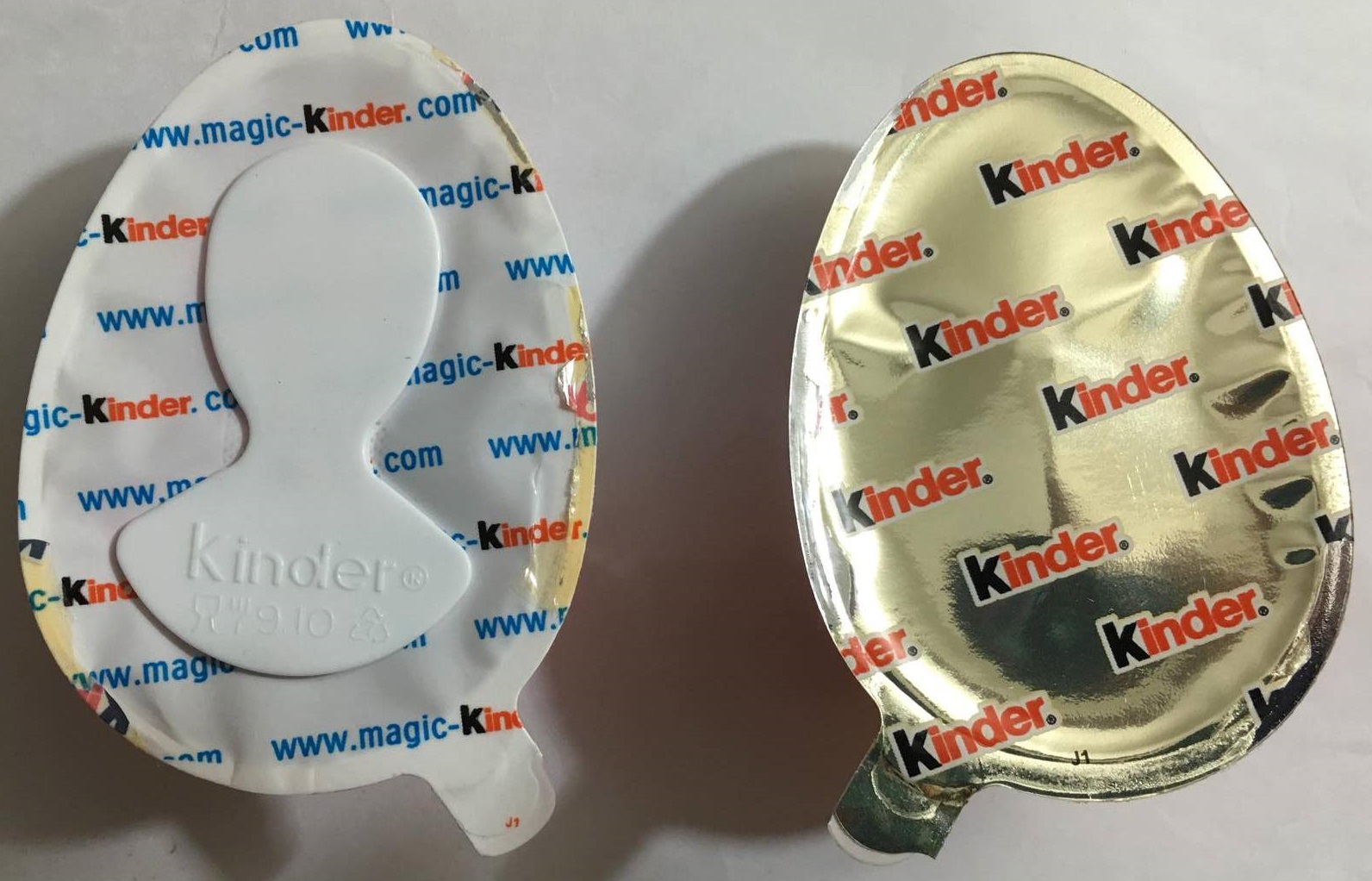
被打開的香港版Kinder奇趣蛋

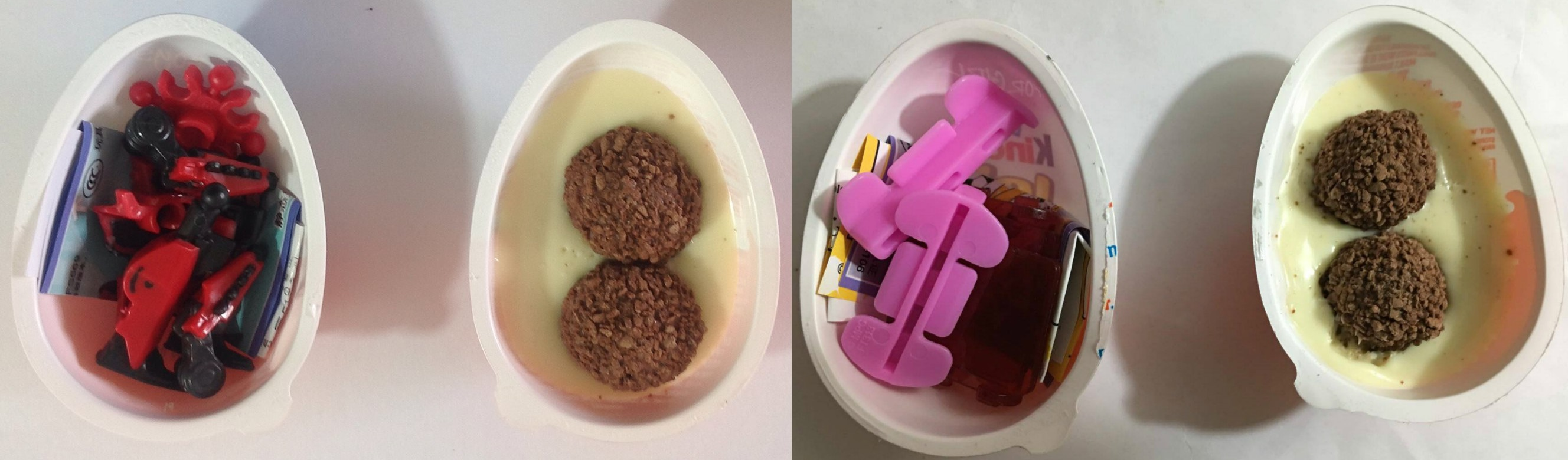
被撕開包裝的香港版Kinder奇趣蛋，左為男孩版，右為女孩版

Kinder奇趣蛋是包含玩具的巧克力蛋，蛋中還含有可可球、牛奶及可可醬。此蛋的製造商是生產金莎朱古力的義大利食品商费列罗（Ferrero）。其口號是「Kinder奇趣蛋，小朋友的小奬勵」。
費列羅最初的產品是「健達出奇蛋」，它將玩具收藏在黃色的塑膠筒，再用朱古力作為蛋殼將這個放有玩具的「蛋黃」包裹，但因為朱古力收藏細小玩具，會對兒童造成危險，所以被部分歐美國家禁售。生產商費列羅於是推出「健達奇趣蛋」，改為把玩具和朱古力分開擺放，在包裝各佔一半，不再把玩具放入朱古力內。2017年健達奇趣蛋在美國銷售，替代不得販售或進口的健達出奇蛋。健達出奇蛋因為《聯邦食品、藥品和化妝品法案》禁止甜食中夾帶不可食用的東西而不得販售。
有些像Kinder奇趣蛋的產品，以糖果或標籤取代玩具。
目前在香港出售的健達奇趣蛋是在印度生產。

## 外部連結
- 健達 官方網站 （页面存档备份，存于）
- 健達 官方的Facebook專頁